# Feketefülű gébicstimália
A feketefülű gébicstimália (Pteruthius melanotis) a madarak osztályának verébalakúak (Passeriformes) rendjébe és a lombgébicsfélék (Vireonidae) családjába tartozó faj.

## Rendszerezése
A fajt Brian Houghton Hodgson angol természettudós írta le 1847-ben.

## Alfajai
- Pteruthius melanotis melanotis Hodgson, 1847
- Pteruthius melanotis tahanensis Hartert, 1902[2]

## Előfordulása
Dél- és Délkelet-Ázsiában, Bhután, Kína, India, Laosz, Malajzia, Mianmar, Nepál, Thaiföld és Vietnám területén honos. Természetes élőhelyei a szubtrópusi és trópusi hegyi esőerdők. Állandó, nem vonuló faj.

## Megjelenése
Testhossza 12 centiméter, testtömege 10–14 gramm.
|  |

## Életmódja
Ízeltlábúakkal táplálkozik.

## Természetvédelmi helyzete
Az elterjedési területe nagyon nagy, egyedszáma ugyan csökken, de még nem éri el a kritikus szintet. A Természetvédelmi Világszövetség Vörös listáján nem fenyegetett fajként szerepel.